# Franco Leoni
Francesco Leoni (1864 – 1937) è stato un compositore italiano. 
Dopo aver ricevuto un'educazione musicale a Milano, ha avuto fortuna in Inghilterra, componendo per il Convent Garden e il teatro del West End. È conosciuto soprattutto per la sua opera L'Oracolo, scritta per il Covent Garden e ripresa con successo dal Metropolitan di New York. Più recentemente l'opera è stata incisa in un'edizione discografica completa a cura del direttore australiano Richard Bonynge. Oltre alle opere, Leoni ha composto diverse cantate e oratori e molte ballate e canzoni. Ha anche lavorato come direttore a Londra, sia nelle sale da concerto che nei teatri.

## Biografia

### Giovinezza
Leoni nacque a Milano, e studiò musica al conservatorio di Milano con Amilcare Ponchielli e Cesare Dominiceti. La sua opera Raggio di Luna con libretto di Camillo Zanoni fu eseguita al Teatro Manzoni a Milano nel giugno del 1890. Due anni dopo, Leoni emigrò in Inghilterra, dove ci rimase fino al 1917. All'inizio lavorò per l'editore Chappell & Co., per il quale scrisse diversi pezzi vocali. Nel 1896, scrisse Sardanapalus, un "poema musicale drammatico" ispirato dal dramma omonimo di Byron del 1821. Il lavoro, per solisti, orchestra e coro, fu dato per la prima volta alla Queen's Hall ricevendo una risposta positiva del pubblico, nonostante i critici commentarono l'influenza nello spartito della musica di compositori precedenti.
Nel 1897, Leoni presentò all'His Majesty's Theatre l'opera Rip van Winkle, su libretto di William Akerman e basata sulla storia dello scrittore statunitense Washington Irving. L'opera, senza dialoghi parlati, fu elogiata dalla critica di allora. Il critico del Times scrisse: "C'è un certo colore nella musica, e qualche punto drammatico, ma c'è poca vera individualità e umorismo". Un altro ha commentato: "La strumentazione è intelligente, ma ce n'è un po' troppa" (Lloyd's Weekly Newspaper). Un terzo affermò, "la sua musica scorre alternando la soavità, la passione e la grazia caratteristiche dei compositori italiani moderni" (The Morning Post). Un tema ricorrente nelle critiche alla musica di Leoni era la mancanza di originalità: "La partitura del signor Leoni è melodiosa, drammaticamente appropriata, ben e pittorescamente orchestrata ... il principale difetto del compositore al momento è la sua eccellente memoria per le opere di Dvořák, Mascagni, Wagner, Bizet". L'opera rimase in cartellone per un mese. Nel 1898, Leoni presentò un'altra opera corale, la cantata The Gate of Life, che fu presentata per la prima volta dalla Royal Choral Society nel marzo di quell'anno e fu poi ripresa da altri cori. Sempre nel 1898, Leoni assunse la direzione della neonata Queen's Hall Choral Society e il ruolo di direttore musicale per uno spettacolo del teatro del West End, dirigendo l'orchestra del teatro per "The Topsy-Turvy Hotel" di Victor Roger e Lionel Monckton.
Nel 1901, Leoni scrisse la musica per una versione operistica della favola per bambini di Hans Andersen, Ib and Little Christina, su libretto di Basil Hood. Definita "un'immagine in tre quadri", la prima fu data al Savoy Theatre il 14 novembre 1901 insieme a The Willow Pattern di Hood. Il Times la descrisse come "un'opera di tipo ultramoderno" e la paragonò in modo poco lusinghiero al lavoro di Arthur Sullivan, che era morto all'inizio di quell'anno. Il Manchester Guardian in seguito disse che "la musica, sebbene intelligente e attraente in molti modi, era troppo realistica e troppo meridionale per riflettere il simbolismo nordico della storia di Andersen, e che la sua particolare vena passionale era fuori luogo". L'opera è stata eseguita per 16 volte e si è conclusa prima della fine di novembre.  Fu ripresa a Londra al Daly's Theatre dall'11 al 13 gennaio 1904, e fu poi trasferita al Lyric Theatre dal 19 gennaio al 5 marzo 1904 per una stagione limitata di 23 matinée. 
Nello stesso anno, Leoni compose musiche di scena per l'opera teatrale di James Bernard Fagan The Prayer of the Sword. Più tardi, nel 1904, Leoni pubblicò un ciclo di canzoni intitolato Fairy Dreams, che fu presentato in anteprima da Suzanne Adams, Muriel Foster, Ben Davies e Kennerley Rumford.

### La maturità, il Covent Garden e gli ultimi anni.
Zanoni presentò l'opera L'Oracolo al Covent Garden nel 1905, su libretto di Camillo Zanoni e basata sulla piece teatrale The Cat and the Cherub di Chester Bailey Fernald. L'opera, in un atto, raffigura eventi melodrammatici in una fumeria d'oppio di San Francisco, con il rapimento di un neonato e due omicidi. Le performance londinesi, dirette da André Messager con Antonio Scotti nei panni del cattivo "Cim-Fen" sono state ben accolte: L'Observer scrisse della partitura: "Non è mai noioso, nemmeno per un istante. L'autore ha facilità melodica ... e una grande padronanza della sua orchestra ... La sua musica non appartiene a nessuna scuola tranne quella della modernità, con un sapore italiano moderno". Tuttavia, L'Oracolo ha avuto solo un modesto impatto a Londra e ha abbandonato il repertorio del Covent Garden. Un critico scrisse del lavoro: "Qualsiasi opera che inizia con tre schiamazzi, un canto di gallo molto rumoroso, un coro che grida in falso cinese e poi si lancia in un assolo veemente non accompagnato ... ha chiaramente qualcosa dalla sua parte".
Nel 1908 Leoni si dedica ancora ai concerti on The Bells, "scena vocale" per baritono e orchestra, ambientata sull'omonima poesia di Edgar Allan Poe. Ancora una volta, le recensioni elogiarono la partitura, ma notarono la mancanza di una forte personalità individuale nella musica. L'opera successiva, Tzigana, su libretto di E. Moschini, debuttò a Genova nel febbraio 1910 e fu ripresa anche a Milano e a Budapest. Nel 1911, la cantata di Leoni, Golgotha, raffigurante la storia evangelica della passione e della crocifissione di Cristo, fu rappresentata per la prima volta a Londra, con solisti tra cui Gervase Elwes e Clara Butt. Le critiche furono generalmente buone, variando da educatamente positive a fortemente entusiastiche. Il critico dell'Observer ha elogiato il lavoro senza mezzi termini e anche i membri del pubblico scrissero al giornale approvando la critica positiva.
Nel 1917 Leoni lasciò l'Inghilterra e tornò in Italia. Da allora in poi divise la sua vita in tre paesi: Italia, Francia e Inghilterra. Le sue opere successive furono Le baruffe chiozzotte, tratta dalla pièce di Carlo Goldoni (1920), La terra del sogno e Falene, su libretti di C. Linati (1920).
Morì a Londra nel 1937 all'età di 73 anni.

## Fortuna
Poco del lavoro di Leoni gli sopravvive. Sono giunte fino a noi alcune registrazioni delle sue canzoni, eseguite dai suoi contemporanei come Clara Butt e Frances Alda. Successivamente, altri cantanti, tra cui Julie Andrews e Bryn Terfel, hanno continuato a cantare la sua canzone "Tally Ho!".
Delle opere di Leoni, solo L'Oracolo ha mantenuto un posto nel repertorio dei maggiori teatri d'opera. La passione di Scotti per il lavoro di Leoni portò il Metropolitan Opera a metterlo in scena di tanto in tanto, e Scotti scelse quest'opera per il suo addio alle scene nel 1933. Successivamente fu eseguito raramente, ma tornò all'attenzione del pubblico quando il direttore Richard Bonynge fece una registrazione completa del pezzo nel 1975 con sua moglie, Joan Sutherland, e il veterano Tito Gobbi nei panni del cattivo. Quella registrazione in LP è stata ristampata in CD nel 1997.  Occasionali revival teatrali includono quelli al Curtis Institute (1949), alla Philadelphia Opera (1952), alla Glasgow Grand Opera Society (1994) e all'Opera di Francoforte, 2009.

## Opere
- Raggio di luna, libretto di Camillo Zanoni, Milano, Teatro Manzoni, 1890
- Sardanapalus, cantata, testo di William Ackerman, Londra, Queen's Hall, 7 marzo 1896
- Rip van Winkle, libretto di William Ackerman, Londra, Her Majesty's Theatre, 4 settembre 1897
- The Gate of Life, oratorio, Londra, Albert Hall, 1899
- Ib and Little Christina (Ib e la piccola Cristina), libretto di Basil Hood, Londra, Savoy Theatre, 14 novembre 1901
- Fairy Dreams, Londra, Queen's Hall, 1904
- The Oracle (L'Oracolo), libretto di Camillo Zanoni, Londra, Royal Opera House, 28 giugno 1905
- The Bells, per voce e orchestra, da Edgar Allan Poe, 1908
- Tzigana, libretto di Paul Ferrier, Genova, Teatro Carlo Felice, 3 febbraio 1910
- Golgotha, oratorio, Londra, Queen's Hall, 17 gennaio 1911
- Mazzemarello, opera comica in tre atti, libretto di Carlo Linati, Sonzogno, 1913; trasmesso alla radio il 29 giugno 1936
- Francesca da Rimini, dramma lirico in tre quadri, libretto di Francis-Marion Crawford, Parigi, Opéra-Comique, 30 dicembre 1913
- Le falene, libretto di Carlo Linati, Milano, Teatro dei Filodrammatici, 2 gennaio 1920
- Le baruffe chiozzotte, da Carlo Goldoni, Milano, Teatro dei Filodrammatici, 2 gennaio 1920
- La terra del sogno, atto unico, da Visioni di maggio di William Butler Yeats, Milano, 10 gennaio 1920